# Dwars door Vlaanderen 2016
De 71e editie van de wielerwedstrijd Dwars door Vlaanderen werd gehouden op 23 maart 2016. De start was in Roeselare, de finish in Waregem. De wedstrijd maakte deel uit van de UCI Europe Tour 2016, in de categorie 1.HC. In 2015 won de Belg Jelle Wallays. De winnaar was de Belg Jens Debusschere.
Door de terreuraanslagen in Brussel op dinsdag 22 maart 2016 kwam de effectieve start van Dwars door Vlaanderen echter in het gedrang. In de eerste instantie had koersdirecteur Guy Delesie van de Belgische staatsveiligheid het bericht gekregen dat de wielerwedstrijd niet zou kunnen plaatsvinden. Het niet laten doorgaan van Dwars door Vlaanderen kon ook een impact hebben op het al dan niet laten doorgaan van de E3 Harelbeke op vrijdag 25 maart en Gent-Wevelgem op zondag 27 maart. Deze trend had zich dan ook kunnen doorzetten naar een afgelaste start voor de Ronde van Vlaanderen in 2016.
Onder impuls van de burgemeester van Waregem, Kurt Vanryckeghem verklaarden de stad Roeselare, met burgemeester Kris Declercq, de stad Waregem en de provinciegouverneur dat ze de veiligheid bij de start en aankomst konden garanderen. Dit leidde tot de finale beslissing van minister van Buitenlandse Zaken Jan Jambon en vice-premier Alexander de Croo die omstreeks 22u15 hun toestemming gaven voor de start van Dwars door Vlaanderen. Hierdoor kon het peloton de volgende dag, op woensdag 23 maart 2016, de wielerkoers op gang trekken voor zijn 71e editie.
Sereniteit stond die woensdag centraal op de Grote Markt in Roeselare, waar het startschot zou gegeven worden. Speaker Michel Wuyts las kort voor de start een brief voor, ter nagedachtenis van de slachtoffers in de aanslagen. Alle wielrenners krijgen voor het tekenen van het startblad ook een zwarte rouwband aangereikt.

## Deelnemende ploegen
| WorldTour          | ProContinentaal             |
| ------------------ | --------------------------- |
| Lotto Soudal       | Topsport Vlaanderen-Baloise |
| Movistar Team      | Wanty-Groupe Gobert         |
| BMC Racing Team    | Direct Énergie              |
| Etixx-Quick Step   | Cofidis                     |
| Trek-Segafredo     | Fortuneo-Vital Concept      |
| Tinkoff            | Southeast                   |
| Orica GreenEDGE    | Roompot-Oranje Peloton      |
| IAM Cycling        | CCC Sprandi Polkowice       |
| Team Katjoesja     | Bora-Argon 18               |
| AG2R La Mondiale   | Stölting Service Group      |
| Team LottoNL-Jumbo | Gazprom-Rusvelo             |

## Uitslag

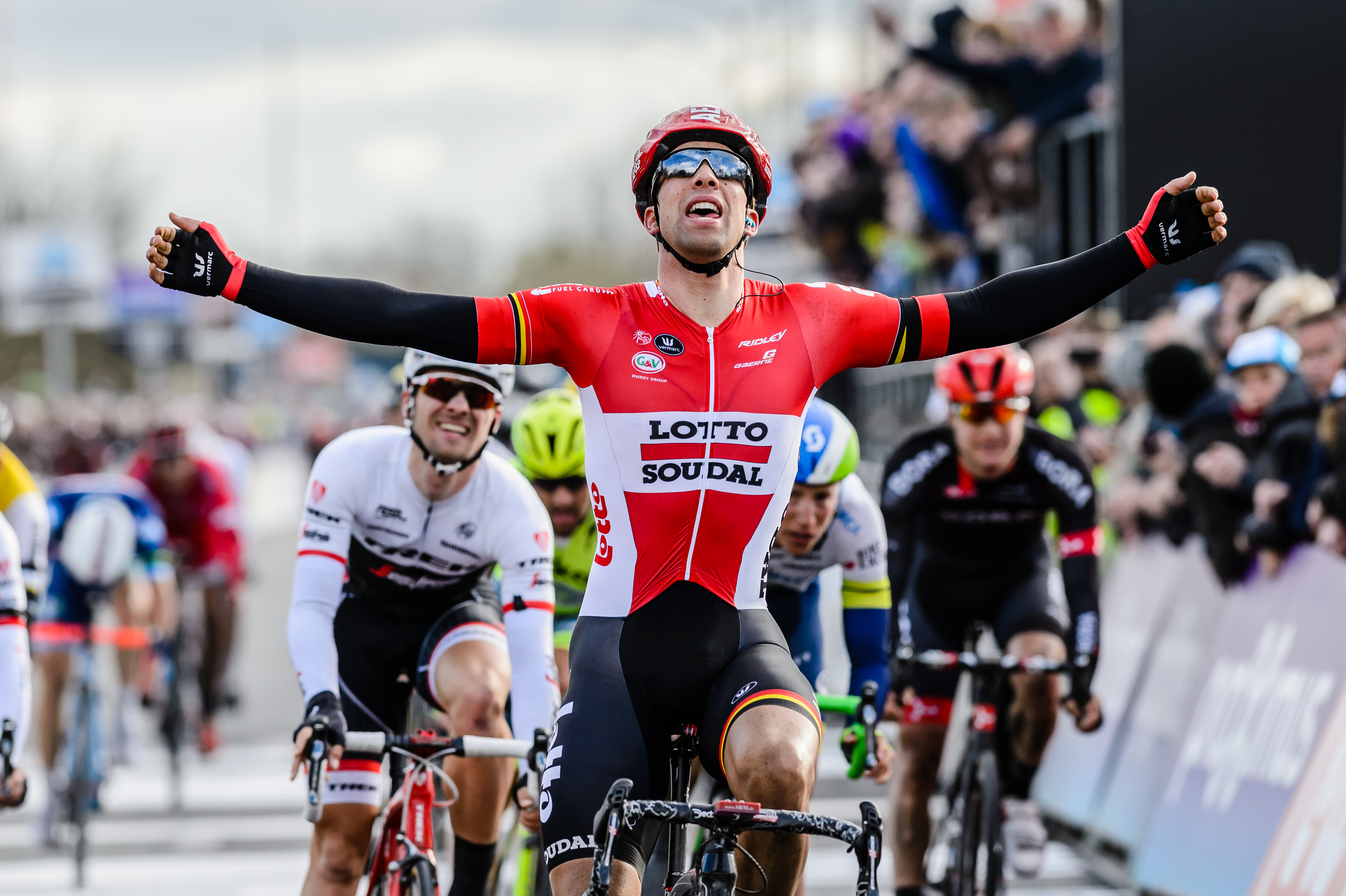
Aankomst Jens Debusschere in Waregem

| Dwars door Vlaanderen 2016 |                      |                             |          |
| Plaats                     | Naam                 | Ploeg                       | Tijd     |
| Winnaar                    | Jens Debusschere     | Lotto Soudal                | 4u35'59" |
| 2                          | Bryan Coquard        | Direct Énergie              | z.t.     |
| 3                          | Edward Theuns        | Trek-Segafredo              | z.t.     |
| 4                          | Filippo Pozzato      | Southeast                   | z.t.     |
| 5                          | Jens Keukeleire      | Orica GreenEDGE             | z.t.     |
| 6                          | Giacomo Nizzolo      | Trek-Segafredo              | z.t.     |
| 7                          | Oscar Gatto          | Tinkoff                     | z.t.     |
| 8                          | Scott Thwaites       | Bora-Argon 18               | z.t.     |
| 9                          | Mike Teunissen       | Team LottoNL-Jumbo          | z.t.     |
| 10                         | Fernando Gaviria     | Etixx-Quick Step            | z.t.     |
| 11                         | Tom Van Asbroeck     | Team LottoNL-Jumbo          | z.t.     |
| 12                         | Adrien Petit         | Direct Énergie              | z.t.     |
| 13                         | Marco Marcato        | Wanty-Groupe Gobert         | z.t.     |
| 14                         | Amaury Capiot        | Topsport Vlaanderen-Baloise | z.t.     |
| 15                         | Mads Pedersen        | Stölting Service Group      | z.t.     |
| 16                         | Christophe Laporte   | Cofidis                     | z.t.     |
| 17                         | Pieter Vanspeybrouck | Topsport Vlaanderen-Baloise | z.t.     |
| 18                         | Frederik Backaert    | Wanty-Groupe Gobert         | z.t.     |
| 19                         | Loïc Vliegen         | BMC Racing Team             | z.t.     |
| 20                         | Jasper Stuyven       | Trek-Segafredo              | z.t.     |

## Vrouwen

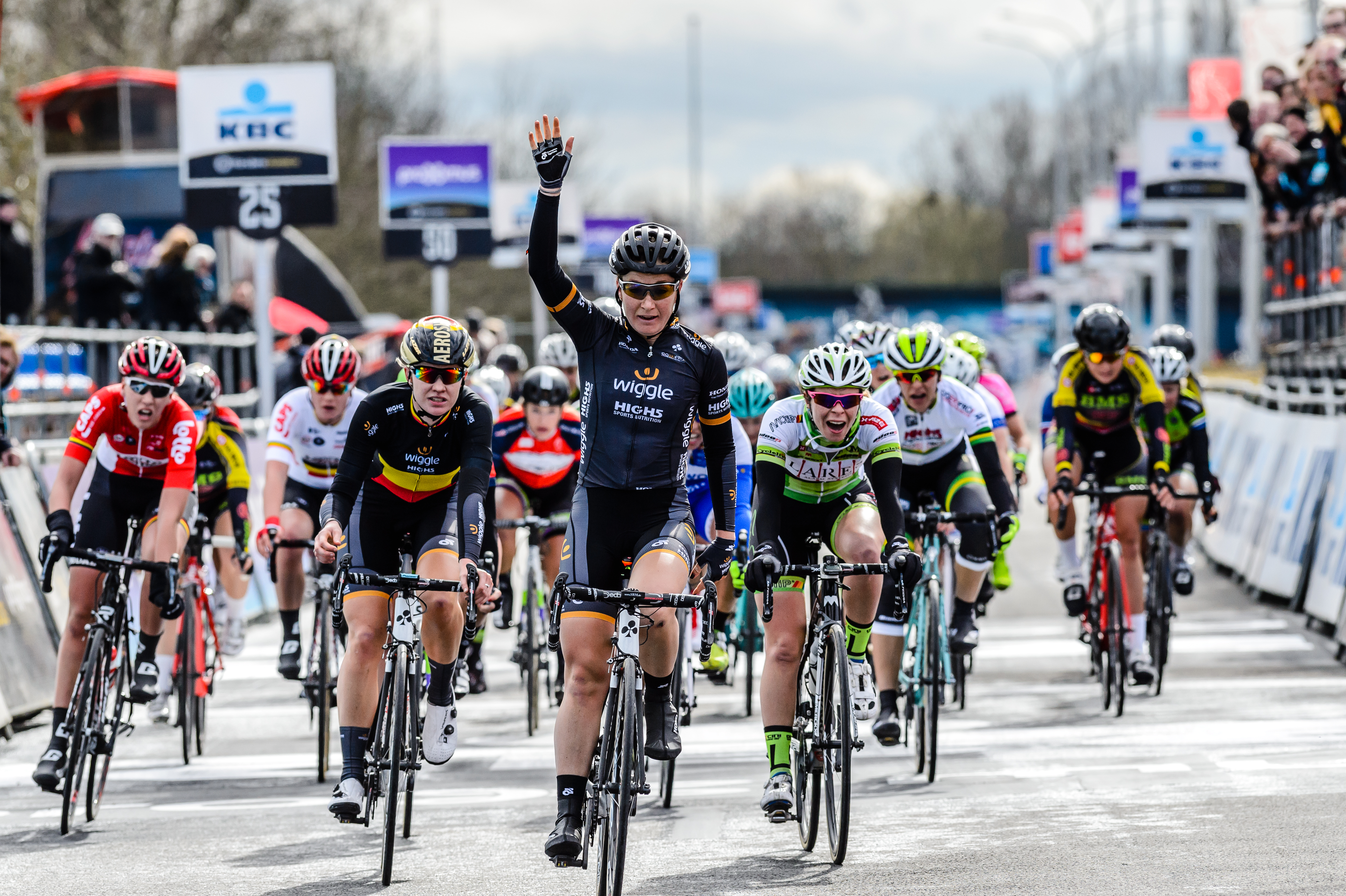

Bij de vrouwen won Amy Pieters de massasprint. Dit was haar derde zege op rij.
1945 · 1946 · 1947 · 1948 · 1949 · 1950 · 1951 · 1952 · 1953 · 1954 · 1955 · 1956 · 1957 · 1958 · 1959 · 1960 · 1961 · 1962 · 1963 · 1964 · 1965 · 1966 · 1967 · 1968 · 1969 · 1970 · 1971 · 1972 · 1973 · 1974 · 1975 · 1976 · 1977 · 1978 · 1979 · 1980 · 1981 · 1982 · 1983 · 1984 · 1985 · 1986 · 1987 · 1988 · 1989 · 1990 · 1991 · 1992 · 1993 · 1994 · 1995 · 1996 · 1997 · 1998 · 1999 · 2000 · 2001 · 2002 · 2003 · 2004 · 2005 · 2006 · 2007 · 2008 · 2009 · 2010 · 2011 · 2012 · 2013 · 2014 · 2015 · 2016 · 2017 · 2018 · 2019 · 2020 · 2021 · 2022 · 2023 · 2024

Lijst van beklimmingen
Etappewedstrijden

 Ster van Bessèges · 
 Ronde van Valencia · 
 La Méditerranéenne · 
 Ronde van de Algarve · 
 Ruta del Sol · 
 Ronde van de Haut-Var · 
 Ronde van de Provence · 
 Driedaagse van West-Vlaanderen · 
 Internationale Wielerweek · 
 Internationaal Wegcriterium · 
 Driedaagse van De Panne-Koksijde · 
 Ronde van de Sarthe · 
 Ronde van Castilië en León · 
 Ronde van Trentino · 
 Ronde van Kroatië · 
 Ronde van Turkije · 
 Ronde van Yorkshire · 
 Ronde van Asturië · 
 Ronde van Azerbeidzjan · 
 Vierdaagse van Duinkerke · 
 Ronde van Madrid · 
 Ronde van Picardië · 
 Ronde van Cova da Beira · 
 Ronde van Noorwegen · 
 World Ports Classic · 
 Ronde van België · 
 Ronde van Estland · 
 Ronde van Luxemburg · 
 Boucles de la Mayenne · 
 Ster ZLM Toer · 
 Ronde van Slovenië · 
 Ronde van Oostenrijk · 
 Sibiu Cycling Tour · 
 Ronde van Rhône Alpes-Valromey · 
 Ronde van Wallonië · 
 Ronde van Denemarken · 
 Ronde van Portugal · 
 Ronde van Burgos · 
 Ronde van Gévaudan Languedoc-Roussillon · 
 Ronde van de Ain · 
 Ronde van Tsjechië · 
 Arctic Race of Norway · 
 Ronde van de Limousin · 
 Ronde van Poitou-Charentes · 
 Tour des Fjords · 
 Ronde van Groot-Brittannië · 
 Ronde van Toscane · 
 Eurométropole Tour
Eendaagse wedstrijden

 Trofeo Felanitx-Ses Salines-Campos-Porreres · 
 Trofeo Pollença-Port de Andratx · 
 Trofeo Serra de Tramuntana · 
 Trofeo Playa de Palma-Palma · 
 GP La Marseillaise · 
 Grote Prijs van de Etruskische Kust · 
 Ronde van Murcia · 
 Clásica de Almería · 
 Trofeo Laigueglia · 
 Omloop Het Nieuwsblad · 
 Classic Sud Ardèche · 
 GP Lugano · 
 Kuurne-Brussel-Kuurne · 
 La Drôme Classic · 
 Le Samyn · 
 Strade Bianche · 
 GP Industria & Artigianato · 
 Ronde van Drenthe · 
 Nokere Koerse · 
 GP Nobili Rubinetterie · 
 Handzame Classic · 
 Classic Loire-Atlantique · 
 Grote Prijs van Cholet-Pays de Loire · 
 Dwars door Vlaanderen · 
 Route Adélie de Vitré · 
 Grote Prijs Miguel Indurain · 
 Volta Limburg Classic · 
 Ronde van La Rioja · 
 Parijs-Camembert · 
 Scheldeprijs · 
 Klasika Primavera · 
 Brabantse Pijl · 
 GP Denain · 
 Ronde van de Finistère · 
 Ronde van de Apennijnen · 
 Tro-Bro Léon · 
 La Roue Tourangelle · 
 Rund um den Finanzplatz Eschborn-Frankfurt · 
 Velothon Wales · 
 Grote Prijs van de Somme · 
 Grote Prijs van Plumelec · 
 Boucles de l'Aulne  · 
 Velothon Berlin · 
 GP Kanton Aargau · 
 Ronde van Keulen · 
 Ronde van Limburg · 
 Velothon Copenhagen · 
 Halle-Ingooigem · 
 GP Cerami · 
 Velothon Stuttgart · 
 Prueba Villafranca de Ordizia · 
 Rad am Ring · 
 Circuito de Getxo · 
 RideLondon Classic · 
 Polynormande · 
 Dwars door het Hageland · 
 Arnhem-Veenendaal Classic · 
 GP Jef Scherens · 
 GP Stad Zottegem · 
 Druivenkoers Overijse · 
 Schaal Sels · 
 Brussels Cycling Classic · 
 GP Fourmies · 
 Velothon Stockholm · 
 Ronde van de Doubs · 
 GP van Wallonië · 
 Coppa Bernocchi · 
 Coppa Agostoni · 
 Kampioenschap van Vlaanderen · 
 Grote Prijs Impanis-Van Petegem · 
 Memorial Marco Pantani · 
 GP van Isbergues · 
 GP Industria & Commercio di Prato · 
 Coppa Sabatini · 
 Ronde van Emilia · 
 Duo Normand · 
 GP Beghelli · 
 Ronde van de Drie Valleien · 
 Milaan-Turijn · 
 Ronde van Piemonte · 
 Ronde van de Vendée · 
 Ronde van het Münsterland · 
 Binche-Chimay-Binche · 
 Parijs-Bourges · 
 Parijs-Tours · 
 Nationale Sluitingsprijs